# Angelo Scola
Angelo Scola, född 7 november 1941 i Malgrate, är en italiensk kardinal och ärkebiskop av Milano. Han var ärkebiskop av Milano från 2011 till 2017; dessförinnan var han 2002–2011 patriark av Venedig.

## Biografi
Efter filosofistudier i Milano prästvigdes Angelo Scola den 18 juli 1970, varefter han avlade en andra doktorsexamen i teologi med en avhandling om Thomas av Aquino. Han var tidigt politiskt aktiv, först i studentföreningen i Azione Cattolica, och sedan i Comunione e Liberazione tills han blev biskop, då han lämnade denna rörelse. Han hade från 1979 en lärartjänst vid universitetet i Freiburg i politisk filosofi, och blev sedan biträdande professor i moralteologi. År 1982 utnämndes han till professor i teologisk antropologi i Rom och professor i samtida kristologi. Åren 1986–1991 tjänade han i Troskongregationen vid kurian.
Johannes Paulus II utnämnde honom till biskop av Grosseto 1991. I denna tjänst genomförde Angelo Scola flera reformer, men han avsade sig senare detta ämbete för att istället ta tjänst som rektor i Rom.
Den 5 januari 2002 utsågs han till patriark av Venedig och han blev därtill kardinalpräst av Santi XII Apostoli den 21 oktober 2003. Den 28 juni 2011 utsågs han till ärkebiskop av Milano.
Angelo Scola är en uppmärksammad teolog och har skrivit ett flertal böcker om teologi och pedagogik i ämnen som till exempel biomedicinsk etik, teologisk antropologi, människans sexualitet och äktenskap. Hans böcker har blivit översatta till en mängd språk. Därtill har han skrivit mer än 120 artiklar som publicerats i vetenskapliga tidskrifter. Han har grundat det akademiska institutet Studium Generale Marcianum och tidskriften Oasis som utkommer på italienska, engelska och arabiska och har läsare i såväl den kristna som den muslimska världen.
Scola deltog i konklaven 2005 som den 19 april valde kardinal Joseph Ratzinger till påve.